# Казанцево (Новосибирская область)
Каза́нцево — деревня в Барабинском районе Новосибирской области. Входит в состав Зюзинского сельсовета.

## География
Расположена на северном побережье озера Чаны.
Площадь деревни — 118 гектаров

## Население
| 2002 | 2007 | 2010 |
| ---- | ---- | ---- |
| 589  | ↘519 | ↘458 |

## Инфраструктура
В деревне по данным на 2006 год функционируют 1 учреждение здравоохранения, 1 образовательное учреждение.